# José María Chacón y Calvo
José María Chacón y Calvo (Santa María del Rosario, 28 de octubre de 1892-El Vedado, 7 de noviembre de 1969) fue un ensayista, crítico, historiador, periodista, diplomático y académico cubano. Ostentó el título de sexto conde de Casa Bayona.

## Biografía
Fue bautizado en su parroquia de Nuestra Señora del Rosario el 3 de diciembre, 36 días después de su nacimiento, como José María del Rosario Narciso del Corazón de Jesús Chacón y Calvo, Álvarez-Calderón y Cárdenas.
Cursó la educación primaria en La Habana, graduándose de Bachiller en 1911, así como de doctor en Filosofía y Letras, y en Derecho, ambas carreras en la Universidad de La Habana, en 1913 y 1915 tras haber realizado una parte de sus estudios en Nueva York, respectivamente. Laboró como abogado consultor de la Secretaría de Justicia, entre 1915 y 1918, en que viajó a España como secretario de la Legación de Cuba en Madrid. investigador oficial de la República en los Archivos de España. Delegado de Cuba al II Congreso Hispano-Americano de Historia y Geografía, en mayo de 1921, también representó a Cuba en el XXVI Congreso Internacional de Americanistas, en 1935, ambos efectuados en Sevilla. Fue elegido en dicha ciudad vicepresidente de la Sección Iberoamericana, así como miembro correspondiente de las academias españolas de la Lengua y de la Historia. Al estallar la guerra civil española en 1936, durante los primeros meses de la guerra, intenta ayudar a los perseguidos por ambos bandos, escribiendo un diario que sólo ha visto la luz de manera reciente: Diario íntimo de la revolución española, en el que analiza lo sucedido en el país durante estos meses. Delegado en España de la Institución Hispano-Cubana de Cultura. Regresa a Cuba en noviembre de 1936, donde desarrollaría una ardua labor de investigación en el ámbito de la filología, la literatura y la historia; fue director de la Sociedad de Conferencias de La Habana, en 1923, así como director de la Sección de Cultura del Ministerio de Educación de la República de Cuba, cargo que desempeñó entre 1934 y 1944. 
Este erudito cubano, reconocido internacionalmente, fue bibliófilo, crítico, ensayista, historiador, periodista, profesor y diplomático e igualmente se destacó como un gran animador cultural. Durante su existencia, además de hacer cuantiosos aportes con su obra específica como creador e investigador, también realizó una función muy importante en la vicepresidencia de la Academia  Nacional de Artes y Letras, como miembro de la Academia de la Historia de Cuba, el Instituto de Cultura Hispánica, presidente de la Academia Cubana de la Lengua y del Instituto Cubano de Genealogía y Heráldica. Presidió la Sección de Literatura del Ateneo de La Habana, y fue cofundador de la Sociedad de Folklore Cubano. Se desempeñó como colaborador de los principales diarios y revistas de su época, y fue un elemento clave en la publicación de la Revista de Educación. 

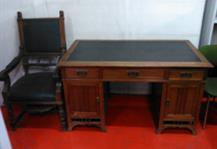
Silla y mesa de José María Chacón y Calvo que forma parte de su colección en la Biblioteca Hispánica (AECID)

Además, propició con su labor la creación de la Revista Cubana y de los Cuadernos de Cultura. Sus principales aportes estuvieron relacionados con la labor de compilación, muestra de lo cual fue su antología denominada: Las cien mejores poesías cubanas, así como con la interpretación de la obra de José María Heredia, lo cual se plasmaría en su selección y prólogo de la colección de prosas de dicho autor, titulada Revisiones Literarias. Ejerció la docencia en la Cátedra de Literatura Cubana, de la Universidad Católica de Villanueva, entre 1946 y 1961. Ostentó el título nobiliario de sexto conde de Casa Bayona. Falleció el 7 de noviembre de 1969 y fue enterrado en el cementerio de Colón.

## Obras
- Gertrudis Gómez de Avellaneda, las influencias castellanas, La Habana, A. Miranda, 1914.
- Vida universitaria de Heredia, La Habana, Imprenta "El Siglo XX", 1916.
- Diario manuscrito, Madrid, España,  Ediciones Cultura Hispánica, 1918.
- Hermanito menor, San José de Costa Rica, Garcia Monge y cía., 1919.
- Las cien mejores poesías cubanas, Madrid, Editorial Reus, 1922.
- Ensayos de literatura cubana, Editorial "Saturnino Calleja," s.a., 1922.
- Ensayos sentimentales, San José de Costa Rica, J. García Monge, 1923.
- Ensayos de literatura española, Librería y casa editorial Hernando (s.a.), 1928.
- El documento y la reconstrucción histórica; conferencia impartida en el Instituto Hispano-Cubano de Cultura el 10 de febrero de 1929. La Habana, Cuba, Editorial Hermes, 1929.
- Criticismo y colonización, La Habana, Cultural, s.a., 1935.
- Cedulario cubano (Los orígenes de la colonización) I (1493-1512), Colección de Documentos Inéditos para historia de Hispano-América, tomo VI. La Habana, Cuba, Compañía iberoamericana de publicaciones, s.a., 1935.
- Cartas censorias de la conquista, Habana, Secretaría de educación, 1938.
- Estudios heredianos, La Habana, Editorial Trópico, 1939.
- El horacionismo en la poesía de Heredia, La Habana, Molina y Cía., 1939.
- Don Raimundo Cabrera: o, La evocación creadora, La Habana, Imprenta "El Siglo XX,", 1952.
- El padre Varela y su apostolado, La Habana, Comisión Nacional Cubana de la Unesco, 1953.
- Las Cien mejores poesías cubanas, Madrid, Ediciones Cultura hispánica, 1958.
- Evocación de Pichardo, La Habana, Cuba, Publicaciones de la Secretaría de Educación, Dirección de cultura, 1980.
- Visión de autores españoles, La Habana, Centro de estudios hispánicos José María Chacón y Calvo, 1998.
- Romances tradicionales de Cuba, México, Frente de Afirmación Hispanista, A.C., 2001.
- Diario íntimo de la revolución española, La Habana, Instituto de Literatura y Lingüística, 2006.

## Distinciones
- Orden Nacional "Carlos Manuel de Céspedes", en el grado de comendador.